# Jesús Ignacio Ibáñez Loyo
Jesús Ignacio Ibáñez Loyo (Ametzaga, 18 marzo 1960) è un ex ciclista su strada spagnolo di origine basca.
Professionista dal 1983 al 1993, vinse una tappa alla Vuelta a España e un campionato spagnolo.

## Carriera
I principali successi da professionista furono una tappa alla Vuelta a Castilla nel 1983, il campionato spagnolo e una tappa alla Vuelta a Asturias nel 1984 e una tappa alla Vuelta a España 1987.

## Palmarès
- 1983

4ª tappa Vuelta a Castilla
- 1984

6ª tappa, 1ª semitappa Vuelta a Asturias
6ª tappa, 2ª semitappa Vuelta a Asturias
Campionati spagnoli, prova in linea
- 1987

6ª tappa Vuelta a España (Barcellona > Andorra)

## Piazzamenti

### Grandi giri
- Giro d'Italia

1983: 66º
1984: 62º
1987: 56º
1988: ritirato (14ª tappa)
- Tour de France

1985: ritirato (10ª tappa)
- Vuelta a España

1984: 63º
1987: 66º

### Classiche
- Milano-Sanremo

1985: 37º